# شانون هيل
شانون هيل (بالإنجليزية: Shannon Hale)‏‏ (26 يناير 1974 في سولت ليك سيتي - ) كاتِبة، وروائية، وكاتبة سيناريو، وكاتبة للأطفال من الولايات المتحدة.

## الجوائز
- جائزة نيوبري

## روابط خارجية
- شانون هيل على موقع IMDb (الإنجليزية)
- شانون هيل على موقع ميوزك برينز (الإنجليزية)
- شانون هيل على موقع ديسكوغز (الإنجليزية)
- شانون هيل على موقع قاعدة بيانات الفيلم (الإنجليزية)